# مدير معدات
مدير المعدات (بالإنجليزية: Equipment manager)‏ (معروف أيضاً باسم مدير الأدوات أو رجل العدة) هو شخص مسؤول عن معدات الفريق الرياضي. في الرياضات المحترفة والجامعية، وتكون عادة وظيفة بدوام كامل.
وتشمل المهمة نقل وغسل الملابس والإصلاح والخدمة المنتظمة (مثل شحذ الزلاجات في رياضة هوكي الجليد).

## وصلات خارجية
- جمعية مدراء المعدات رياضية